# Dichapetalaceae
Dichapetalaceae is een botanische naam, voor een familie van tweezaadlobbige planten. Een familie onder deze naam wordt vrijwel universeel erkend door systemen voor plantentaxonomie, en ook door het APG-systeem (1998).
Echter, in het APG II-systeem (2003) is erkenning van de familie optioneel: deze planten kunnen ook ingevoegd worden in de familie Chrysobalanaceae.
Het gaat om een niet al te grote familie van hooguit enkele honderden soorten houtige planten, in de tropen. Een berucht lid van de familie, gifblaar wordt in Zuid-Afrika aangetroffen, waar het tot vergiftigingen onder runderen aanleiding geeft.
Het Cronquist-systeem (1981) plaatste deze familie in de orde Celastrales.